# Anomisma abnorme
Anomisma abnorme là loài chuồn chuồn trong họ Pseudostigmatidae. Loài này được McLachlan mô tả khoa học đầu tiên năm 1877.